# Старочуднівська вулиця (Житомир)
Старочуднівська вулиця — вулиця в Богунському районі міста Житомира.

## Характеристики
Розташована на перетині історичних місцевостей: на західній околиці Павликівки та східній околиці Корбутівки.
Бере початок з Чуднівської вулиці, прямує на захід, завершується перехрестям з вулицями Скульптора Олішкевича, Родини Гамченків.

## Історія
Являє собою частину старої дороги на Чуднів. Стара дорога на Чуднів через Павликівку виникла у другій половині ХІХ століття, внаслідок побудови у 1860-х роках мосту через річку Кам'янку з середмістя на Павликівку. З другої половині ХІХ століття шлях у межах передмість на захід від річки Кам'янки відомий як Андріївська вулиця. На кінець ХІХ століття та станом на 1915 рік вулиця у передмісті Павликівка. У 1930-х роках мала назву вулиця Військових Таборів. У другій половині 1930-х років вулиці повернули історичну назву Андріївська. У 1958 році отримала назву Чуднівська, оскільки була об'єднана топонімічно з Чуднівською вулицею, розташованою у середмісті на лівому березі Кам'янки.
Історична забудова вулиці — садибна. Сформувалася у другій половині ХІХ століття.
З північного боку вулиці, на захід від перехрестя з сучасними вулицею Скульптора Олішкевича та з 1-м Західним провулком розташовувалося Павликівське кладовище, засноване в ХІХ столітті та ліквідоване у 1960-х роках.
Внаслідок побудови у першій половині 1970-х років нової ділянки магістралі на Чуднів на південь від старої, вулиця втратила значення магістральної. Будівлі вздовж вулиці належали до вулиці Черняховського.
У 1970-х — 1980-х рр. навколо вулиці сформувався новий мікрорайон багатоповерхової житлової та громадської забудови. Нові багатоквартирні житлові будинки (нині №№ 92, 94, 100 по вул. Чуднівській та № 9 по вул. Старочуднівській) ізолювали збережену ділянку колишньої дороги на Чуднів від основної частини вулиці Черняховського. Східна частина колишньої дороги на Чуднів в районі перехрестя з 2-м Гранітним провулком була ліквідована у 1970-х роках внаслідок реконструкції. Західна ділянка старої дороги на Чуднів залишилася дотепер як безіменний проїзд від Чуднівської вулиці до будинку № 100. Серединна ділянка старої дороги на Чуднів отримала нове з'єднання з новозбудованою ділянкою вулиці Черняховського, побудоване між будинками № 94 та № 96 та у 1993 році одержала назву Старочуднівська вулиця.